# Vīyeh
Vīyeh (persiska: ویه) är en ort i Iran.   Den ligger i provinsen Gilan, i den nordvästra delen av landet, 180 km nordväst om huvudstaden Teheran. Vīyeh ligger 1 344 meter över havet och antalet invånare är 272.
Terrängen runt Vīyeh är huvudsakligen kuperad, men söderut är den bergig. Runt Vīyeh är det ganska glesbefolkat, med 48 invånare per kvadratkilometer. Närmaste större samhälle är Jīrandeh, 9,3 km väster om Vīyeh. Trakten runt Vīyeh består i huvudsak av gräsmarker.